# ماییانو نوئووو
ماییانو نوئووو (به ایتالیایی: Magliano Nuovo) یک منطقهٔ مسکونی در ایتالیا است که در مالیانو وتره واقع شده‌است. ماییانو نوئووو ۳۳۴ نفر جمعیت دارد و ۷۰۰ متر بالاتر از سطح دریا واقع شده‌است.